# Salvador Capín Martino
Salvador Capín (Gijón, 10 de setembre de 1979) és un exfutbolista professionalasturià, que jugà d'interior.

## Trajectòria
Format al planter de l'Sporting de Gijón, debuta amb els asturians a la màxima categoria la temporada 97/98. Ja en Segona Divisió, no troba un lloc en l'onze inicial, tot disputant 29 partits entre 1998 i el 2000.
La temporada 00/01 prova sort a la lliga escocesa, jugant amb el Raith Rovers i l'Airdrie. Retorna a la Segona Divisió espanyola a la campanya següent, per militar a les files del Polideportivo Ejido, però tan sols gaudeix de quatre partits amb els andalusos.
L'estiu del 2002 recala a la SD Huesca i a l'any següent a la Universidad de Las Palmas CF. La temporada 04/05 retorna a Escòcia, per jugar amb el Livingston eixa temporada, mentre que la següent fitxa pel Motril CF.
La temporada 06/07 retorna a Astúries, per jugar amb l'Unión Ceares, de la Tercera divisió.